# Hydrodytes inaciculatus
Hydrodytes inaciculatus är en skalbaggsart som först beskrevs av Guignot 1957.  Hydrodytes inaciculatus ingår i släktet Hydrodytes och familjen dykare. Inga underarter finns listade i Catalogue of Life.